# 粟谷真帆
粟谷 真帆（あわたに まほ、2002年12月6日 - ）は、日本の女子バスケットボール選手である。ポジションはパワーフォワード。Wリーグの日立ハイテク クーガーズ所属。

## 来歴
茨城県出身。
八雲学園高校でウィンターカップベスト8。
筑波大進学後はインカレ4位。
3年次には2023年ワールドユニバーシティゲームズ日本代表に選出され、銀メダルを獲得。
2024年11月、日立ハイテク クーガーズにアーリーエントリー登録される。
2025年ワールドユニバーシティゲームズ日本代表候補にも選ばれている。

## 日本代表歴
- 2023 ワールドユニバーシティゲームズ 銀メダル